# Wjasemski rajon (Smolensk)
Der Wjasemski rajon (russisch Вяземский район) ist ein Rajon in der Oblast Smolensk in Russland. Er liegt im Osten der Oblast. 
Auf einer Fläche von 3.352,66 km² leben 75.485 Einwohner (2017). Verwaltungszentrum des Rajons ist die Stadt Wjasma mit 53.117 Einwohnern (2017).

## Geographische Lage
Benachbarte Rajons sind im Norden der Nowoduginski rajon, im Nordosten der Gagarinski rajon, im Osten der Tjomkinski rajon, im Süden der Ugranski rajon, im Westen der Safonowski rajon, im Nordwesten der Dorogobuschski rajon und der Cholm-Schirkowski rajon.

## Geschichte
1708 wurde das Gouvernement Smolensk als Verwaltungseinheit des Russischen Kaiserreichs gebildet. Wjasma und die umliegenden Ortschaften gehörten bis 1929 zu diesem Gouvernement. Von 1929 bis 1937 gehörte der Rajon zur West-Oblast. Seit 27. September 1937 gehört der Wjasemski rajon zur neugegründeten Oblast Smolensk.

## Sehenswürdigkeiten

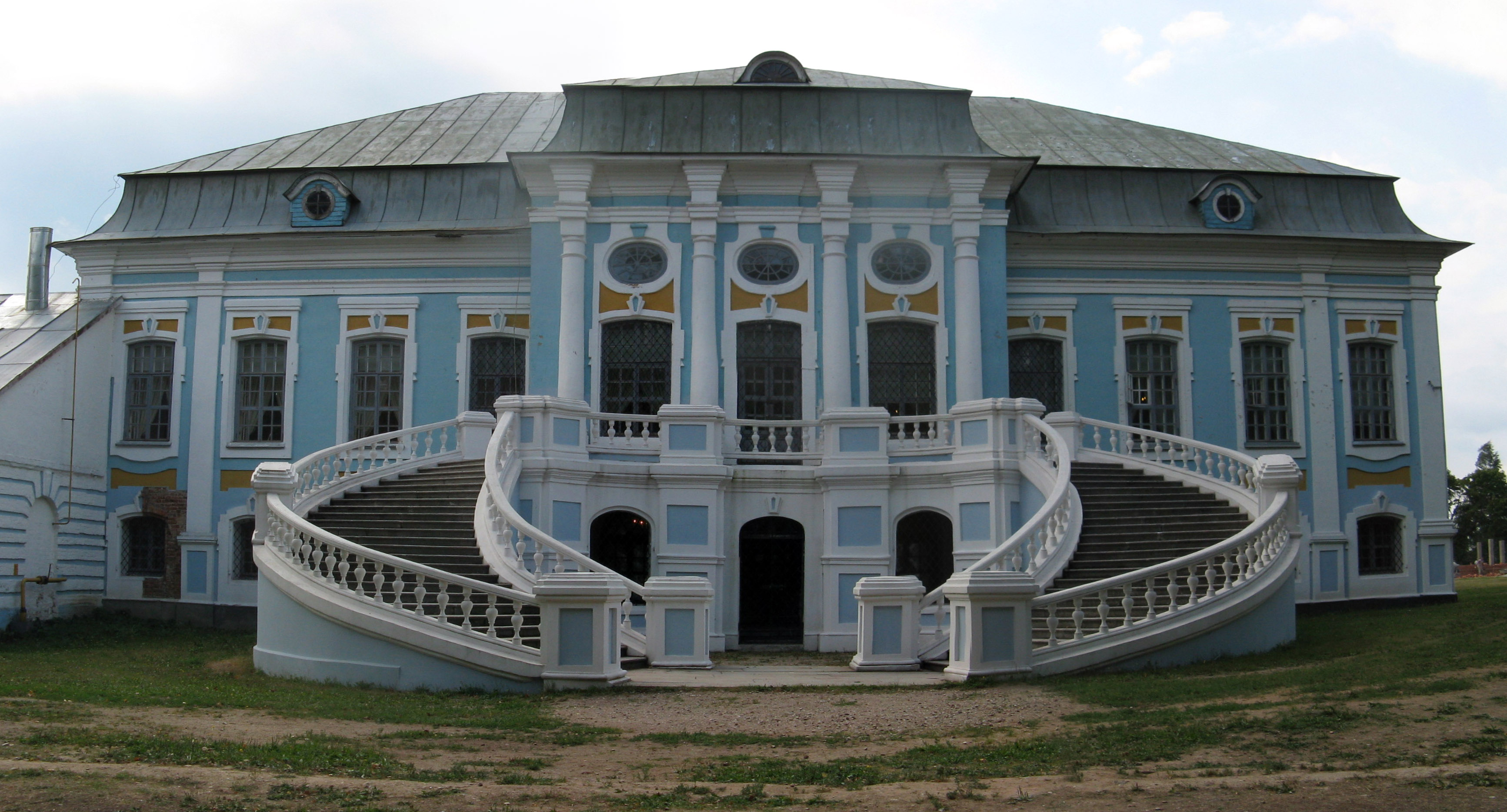
Herrenhaus der Gribojedows

Im Dorf Chmelita befindet sich das Herrenhaus der Gribojedows, in der sich auch der russische Diplomat und Schriftsteller Alexander Gribojedow oft aufhielt. Das 1967 restaurierte Gebäude ist heute ein Museum.

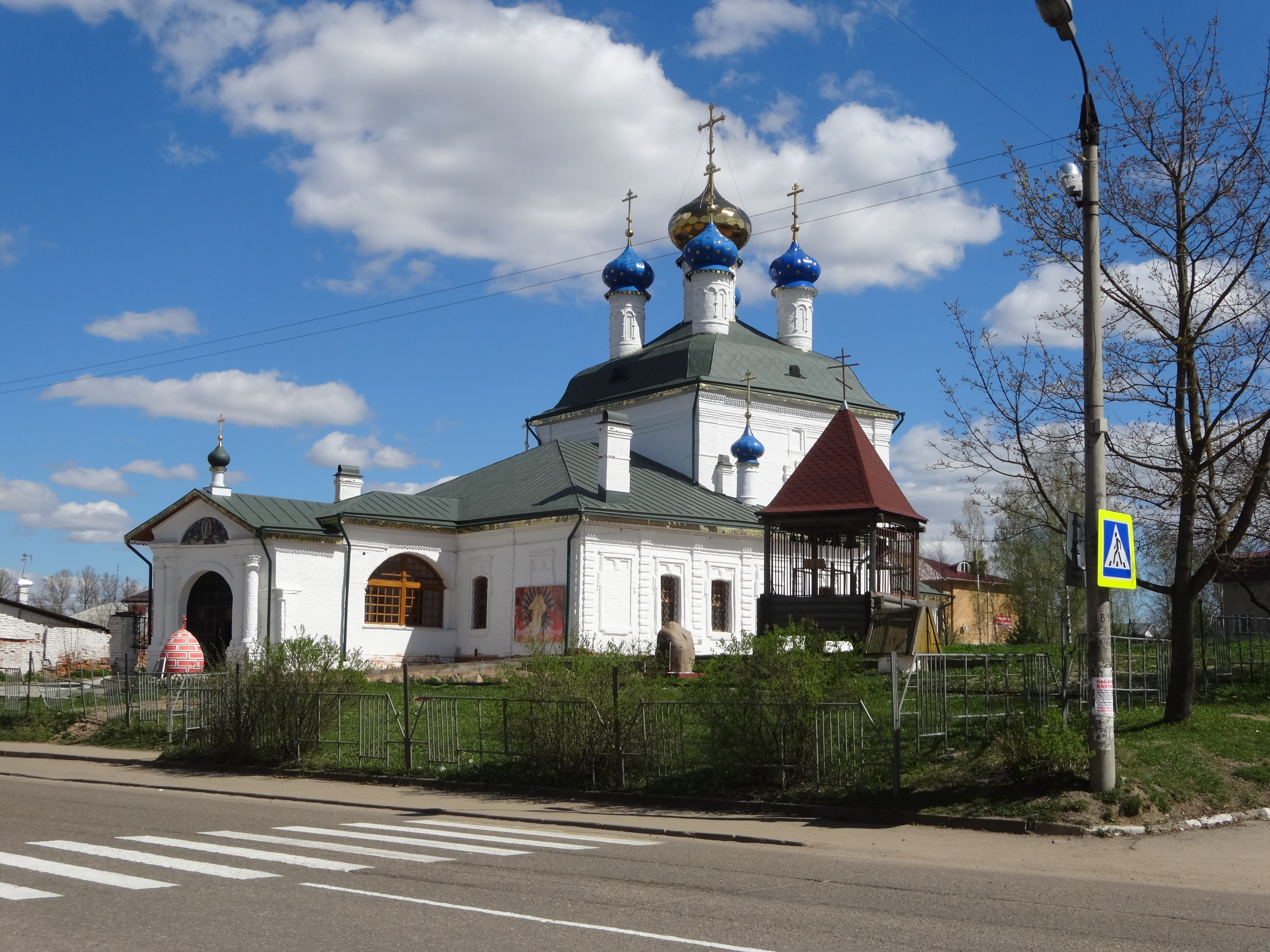
Verklärungskirche in Wjasma
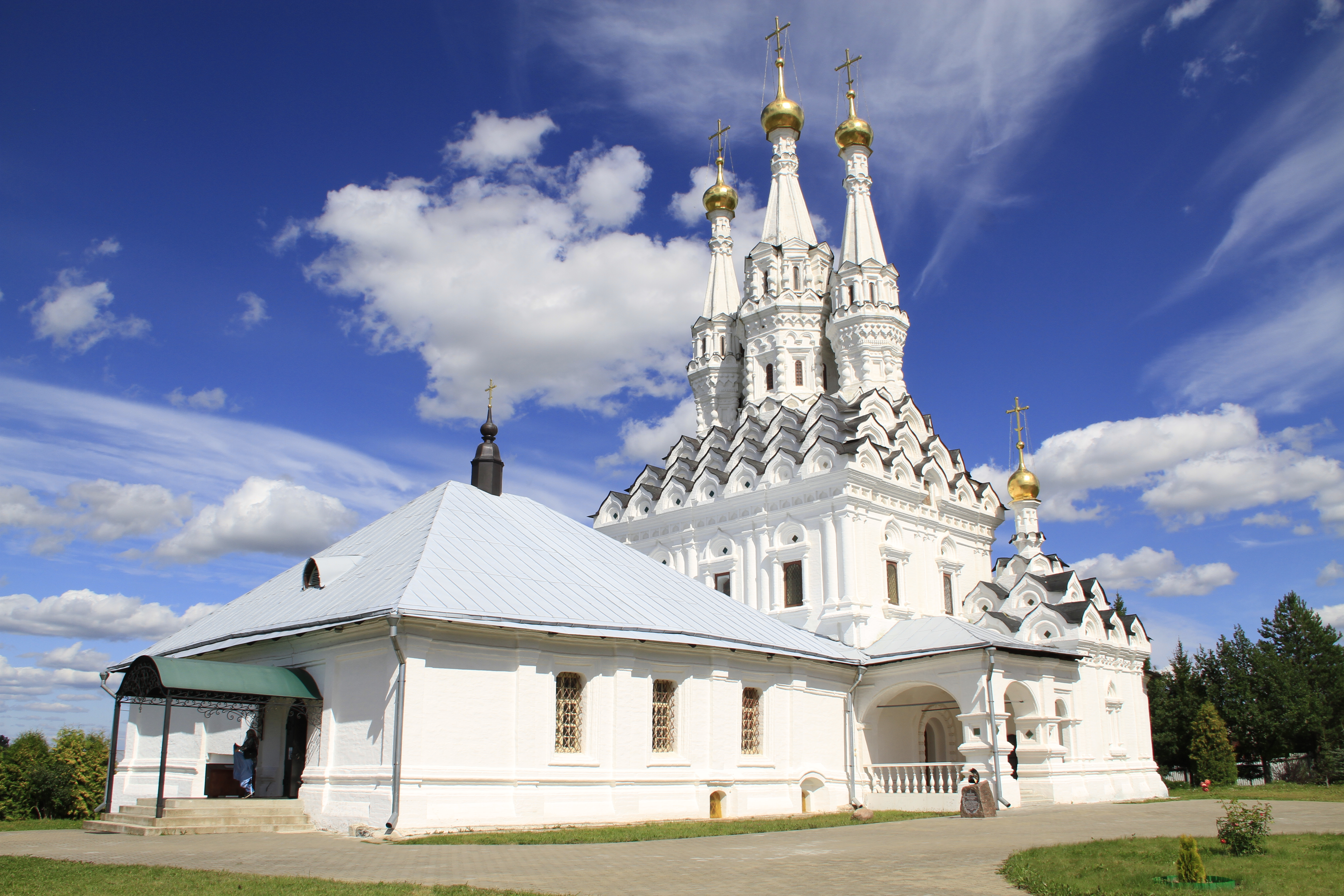
Kirche der hl. Hodegetria in Wjasma
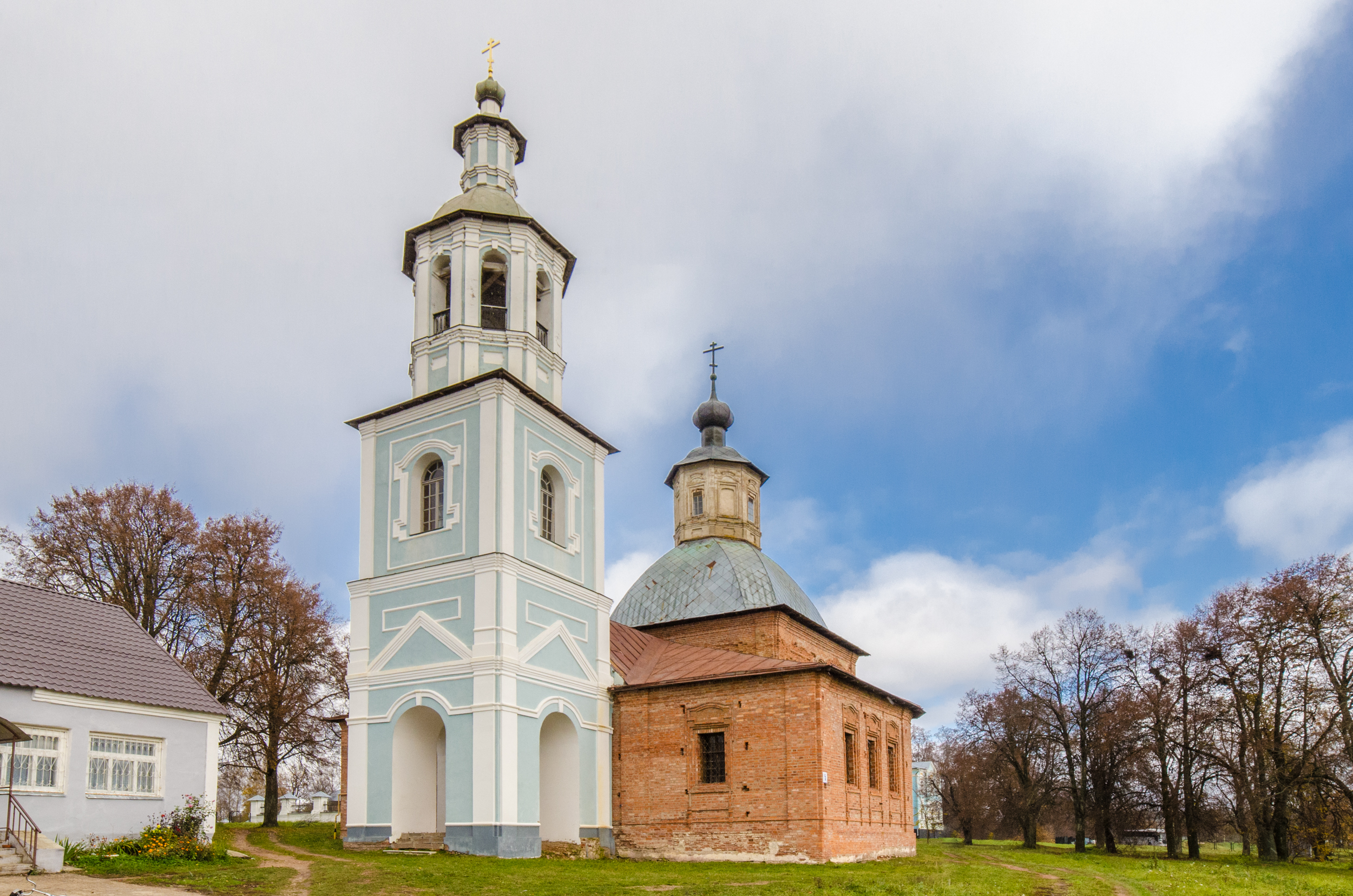
Kirche zu Ehren der Gottesmutter von Kasan
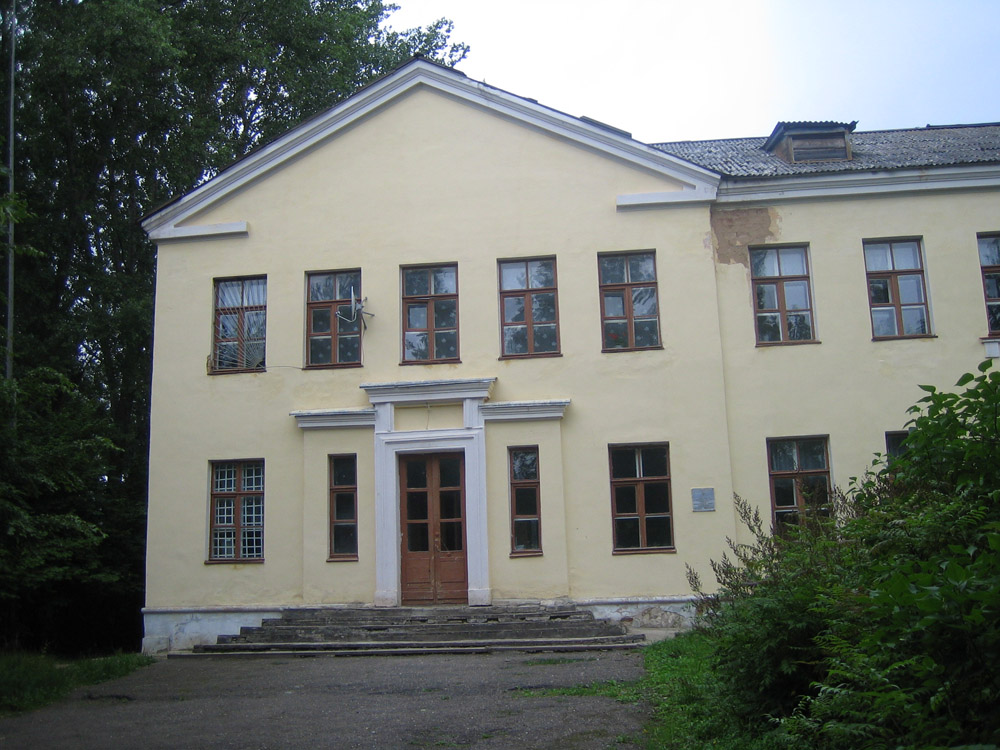
Schule im Dorf Kasnja
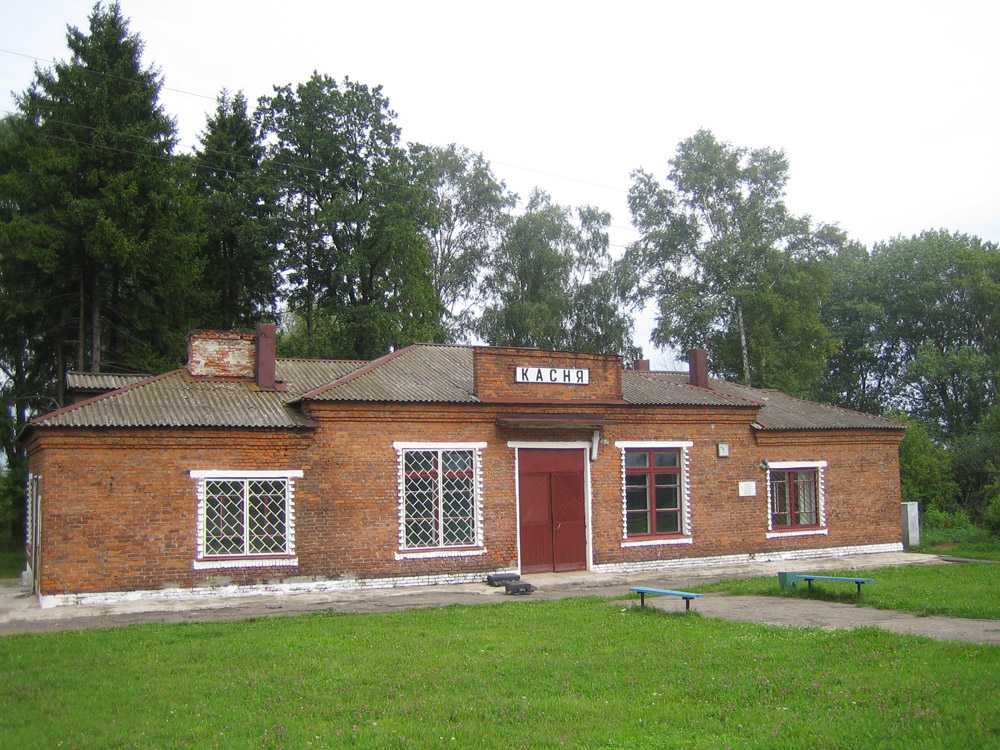
Bahnhof im Dorf Kasnja

## Verkehr
Durch den Rajon führt die Fernstraße M1 vom Osten in den Westen.